# Sanmu (Chiba)
Sanmu (山武市 Sanmu-shi?) es una ciudad localizada en Chiba, Japón.
La ciudad fue creada el 27 de marzo de 2006, cuando se fusionaron los pueblos de Sanbu, Matsuo and Narutō, y la villa de Hasunuma, del Distrito de Sanbu.

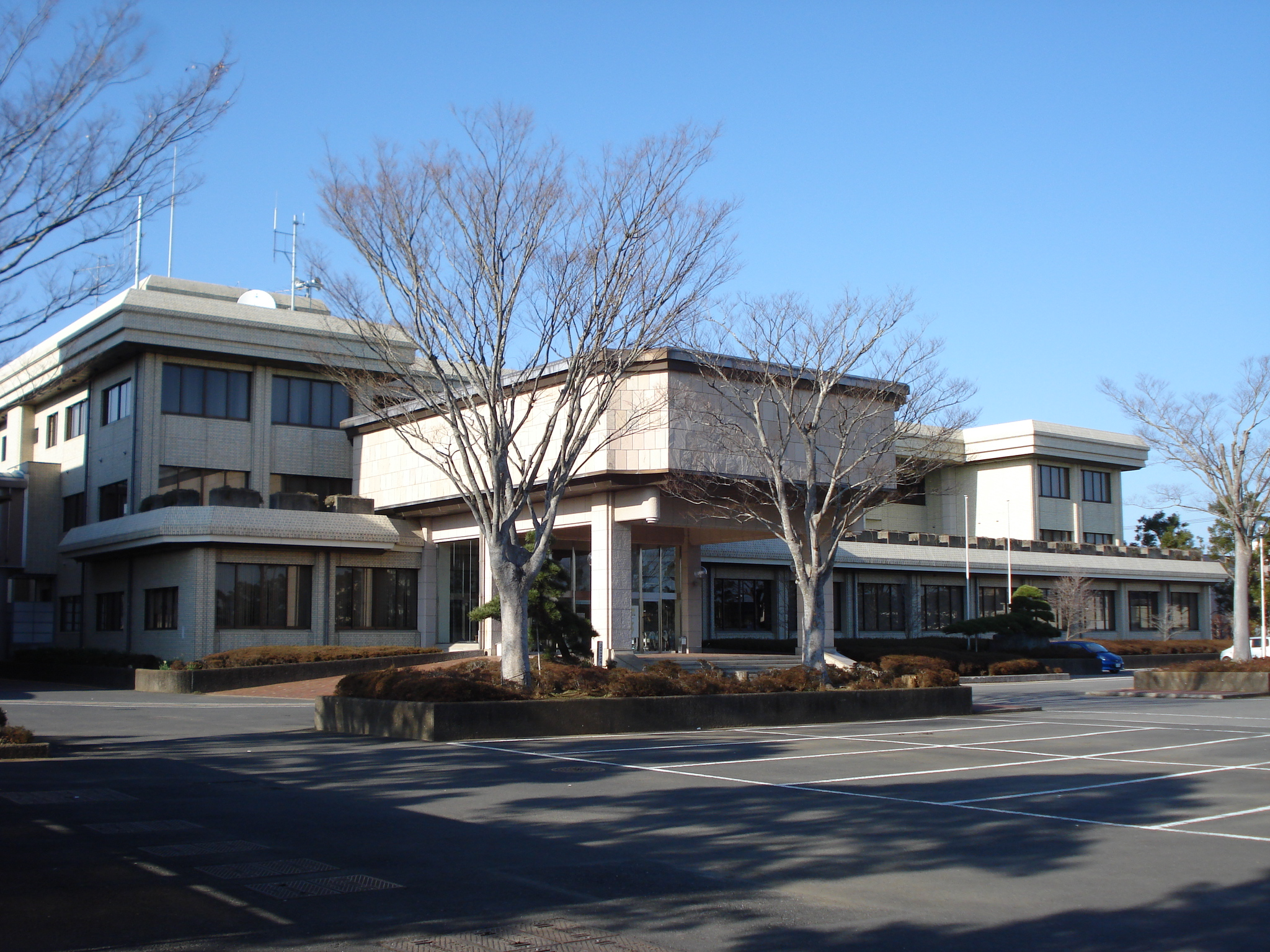
Ayuntamiento de Sammu.